# Chiconquiaco (municipalité)
La municipalité de Chiconquiaco est l'une des 212 municipalités de l'État de Veracruz, et est située dans la partie centrale de cet État. Située à l'ouest du golfe du Mexique, la municipalité est assise sur les contreforts de la Sierra Madre orientale, et se trouve à cheval sur plusieurs bassins versants, celui du fleuve Río Actopan au sud, et ceux de deux fleuves côtiers au nord. Son chef-lieu est la ville éponyme de Chiconquiaco. Elle appartient à la région administrative de Capital, qui est une des 10 subdivisions administratives de l'État de Veracruz, et qui comprend la capitale étatique, Xalapa.

## Géographie
La municipalité de Chiconquiaco s'étend d'ouest en est entre les bassins versants du fleuve Río Actopan, dont les rivières tributaires Chapopote et Chalcoya s'écoulent un peu plus au sud, et ceux des fleuves côtiers Río Juchique au nord-est et Río Colipa au nord nord-ouest, formant tous deux brièvement sa limite nord. Elle est enfin flanquée à l'extrême nord-ouest par un autre fleuve côtier, le Río Misantla. Elle est assise sur le massif de la Sierra Chiconquiaco, prolongement oriental de celui de la Sierra Madre orientale, et son altitude oscille entre 700 et 2300 mètres. Son chef-lieu, la ville éponyme de Chiconquiaco, se situe dans la partie sud-ouest de son territoire. Ce territoire couvre une superficie de 133,9 km2, et était peuplé en 2020 de 13 881 habitants, pour une densité de 103,7 habitants par km2.
Cette municipalité est limitrophe au nord de celle de Juchique de Ferrer et de Yecuatla, à l'ouest de celles de Misantla, de Landero y Coss et de Acatlán, et au sud de celles de Tepetlán et de Alto Lucero de Gutiérrez Barrios.

## Composition et démographie
La municipalité était composée en 2020 de 52 localités, dont une seule était considérée comme urbaine, les autres étant rurales.
| Localité            | Population |
| ------------------- | ---------- |
| Chiconquiaco        | 3500       |
| El Huérfano         | 1694       |
| El Capulín          | 937        |
| La Sombra           | 901        |
| Las Paredes         | 694        |
| Reste des localités | 6155       |
| Total population    | 13 881     |

En plus de l'espagnol, plusieurs langues amérindiennes sont parlées dans la municipalité, dont les principales sont par ordre d'importance : le totonaque, et dans une moindre mesure le huatesco, le zapotèque et le nahuatl.

## Économie

### Agriculture et élevage
La superficie des parcelles semées représentait en 2019 une surface totale de 4462 hectares, parmi lesquels 3061 hectares étaient voués à la culture du maïs, 1361 hectares étaient voués à la culture du caféier, et 40 hectares étaient voués à celle du haricot.
En 2020, la production de viande par tonnes comprenait 329,5 tonnes de viande bovine, 130,7 tonnes de viande porcine, 51,4 tonnes de viande ovine, 31,7 tonnes de viande caprine, 22,2 tonnes de volailles, et 3,1 tonnes de dinde. La superficie vouée à l'élevage représentait alors 2274 hectares.